# Stade Philippins Omnisports Rouen (football)
 (août 2025).
Si vous disposez d'ouvrages ou d'articles de référence ou si vous connaissez des sites web de qualité traitant du thème abordé ici, merci de compléter l'article en donnant les références utiles à sa vérifiabilité et en les liant à la section « Notes et références ».
La Spes Philippins Omnisports Rouen est un club de football féminin français basé à Rouen. 
Les Rouennaises atteignent pour la première fois de leur histoire la Division 1 en 1989, après plusieurs saisons passées dans les divisions de la Ligue de Normandie. Le club ne fait qu'un passage éclair dans l'élite, retombant dans les divisions régionales rapidement. Après un passage rapide en Division 2 (Le club finit dernier du National 1B 2001-2002) et en Division 3 au début des années 2000, le club a retrouvé le niveau départemental qu'il n'a plus quitté depuis.
Le club rouennais fait partie du club omnisports du SPO Rouen, comprenant également une section de football masculine, mais qui n'a jamais percé au niveau national.
L'équipe fanion du club évolue actuellement dans les divisions départementales du district fluvial.

## Palmarès
Le tableau suivant liste le palmarès du club actualisé à l'issue de la saison 2011-2011 dans les différentes compétitions officielles au niveau national et régional.
| Compétitions régionales     | Équipes de jeunes           |
| Votre aide est la bienvenue | Votre aide est la bienvenue |

## Bilan saison par saison
Le tableau suivant retrace le parcours du club depuis la création de la première division en 1974.
| Édition   | Division 1  | Division 2  | Division 3             | Divisions Régionales | Coupe de France   |
| 1974-1989 | -           | -           | Championnat inexistant | ...                  | Coupe inexistante |
| 1989-1990 | 10e (Gr. C) | -           | Championnat inexistant | -                    | Coupe inexistante |
| 1990-2001 | -           | -           | Championnat inexistant | ...                  | Coupe inexistante |
| 2001-2002 | -           | 10e (Gr. B) | Championnat inexistant | -                    | non connu         |
| 2002-2003 | -           | -           | 9e (Gr. A)             | -                    | non connu         |
| 2003-2013 | -           | -           | -                      | ...                  | ...               |